# Cymbidium aloifolium
Cymbidium aloifolium (L.) Sw. 1799, es una especie de orquídea de hábito epífita o litófita. Es originaria de Asia.

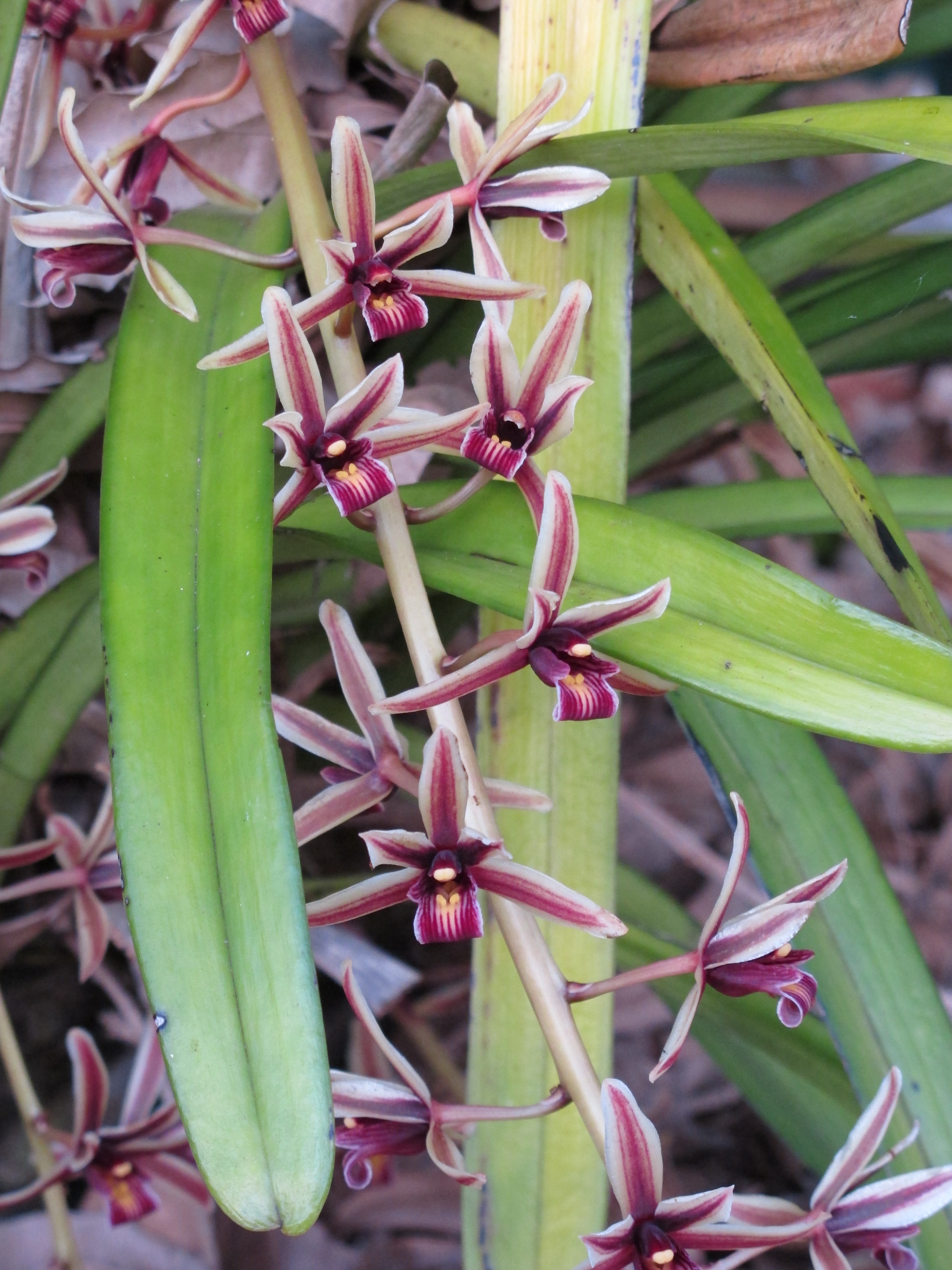
Detalle de las flores

## Descripción
Es una especie de orquídea de un gran tamaño, que prefiere clima cálido, es epífita o litófita que se encuentra sobre las rocas musgosas. Tiene unos pequeños pseudobulbos envueltos por hojas de las bases, que son coriáceas, suberectas, lineal-liguladas,  bilobulado el ápice y que florece en una inflorescencia de 75 cm de largo, basal, colgante, laxa con hasta 45 flores, en racimo que se producen en la primavera.  Esta especie puede confundirse fácilmente con Cymbidium dayanum pero difiere en los labios con un borde redondeado y una forma de reloj de arena en el centro del labio.  Esta especie se encuentra en los bosques estacionales.

## Distribución y hábitat
Encontrado en el centro sur de China, Assam, Bangladés, el Himalaya oriental, la India, Nepal, Sri Lanka, Islas Andamán, Birmania, Tailandia, Laos, Camboya, Vietnam, Malasia, Java y Sumatra en bosques caducos secos de tierras bajas como la sabana y en los bosques hasta alturas de 1100 metros.

## Taxonomía
Cymbidium aloifolium fue descrita por Carlos Linneo  y publicado en Nova Acta Regiae Societatis Scientiarum Upsaliensis 6: 73. 1799.
Etimología
Cymbidium: nombre genérico que deriva de la palabra griega kumbos, que significa "agujero, cavidad".  Este se refiere a la forma de la base del labio. Según otros estudiosos derivaría del griego Kimbe = "barco" por la forma de barco que asume el labelo.
aloifolium: epíteto latino que significa "con hojas como el aloe".
Sinonimia
- Aerides borassi Buch.-Ham. ex Sm. 1813;
- Cymbidium crassifolium Wall. 1828;
- Cymbidium erectum Wight 1852;
- Cymbidium intermedium H.G.Jones 1974;
- Cymbidium mannii Rchb.f. 1872;
- Cymbidium pendulum (Roxb.) Sw. 1799;
- Cymbidium simulans Rolfe 1917;
- Epidendrum aloides Curtis 1797;
- Epidendrum aloifolium L. 1753;
- Epidendrum pendulum Roxb. 1795[1]

## Nombre común
- Castellano: Cymbidium hojas de Aloe